# بريان ميريديث
بريان ميريديث (بالإنجليزية: Bryan Meredith)‏ (2 أغسطس 1989 في الولايات المتحدة - ) هو لاعب كرة قدم أمريكي في مركز حراسة المرمى. لعب مع سان خوسيه إيرثكويكس وسياتل ساوندرز ونادي براغي ونيويورك كوسموس وNew York Cosmos (2010) ‏ وCentral Jersey Spartans ‏ وKitsap Pumas ‏.

## روابط خارجية
- بريان ميريديث على موقع الدوري الأمريكي (الإنجليزية)
- بريان ميريديث على موقع قاعدة بيانات كرة القدم.إي يو (الإنجليزية)
- بريان ميريديث على موقع عالم كرة القدم.نت (الإنجليزية)
- بريان ميريديث على موقع AS.com (الإسبانية)